# Nad mlýnem
Nad mlýnem je přírodní památka na území hlavního města Prahy.

## Důvod vyhlášení
Důvodem ochrany je skalní ostroh se zbytky skalních stepí a lesostepí s chráněnými druhy rostlin – význačný krajinný prvek.
Chráněné území je mimo to významné také hodnotnou faunou bezobratlých vázaných na stepní biotopy a listnatý les.

### Společenstva
- sv. Alysso-Festucion pallentis, resp. as. Sedo albi-Allietum montani
- sv. Festucion valesiaceae, resp. as. Erysimo crepidifolii-Festucetum valesiaceae a Festuco rupicolae-Caricetum humilis
- sv. Cirsio-Brachypodion pinnati, resp. as. Scabioso ochroleuceae-Brachypodietum pinnati

### Druhy
- česnek šerý horský Allium senescens subsp. montanum
- bělozářka liliovitá Anthericum liliago
- hvězdnice zlatovlásek Aster linosyris
- zvonek jemný Campanula gentilis
- ostřice nízká Carex humilis
- skalník celokrajný Cotoneaster integerrimus
- pýr prostřední Elytrigia intermedia
- trýzel škardolistý Erysimum crepidifolium
- kostřava sivá Festuca pallens
- kostřava walliská Festuca valesiaca
- kakost krvavý Geranium sanguineum
- jestřábník bledý Hieracium schmidtii
- nechrastec výběžkatý Jovibarba globifera
- strdivka sedmihradská Melica transsilvanica
- mochna písečná Potentilla arenaria
- mochna přímá Potentilla recta
- koniklec luční český Pulsatilla pratensis subsp.nigricans
- hrušeň polnička Pyrus pyraster
- sesel sivý Seseli osseum
- silenka ušnice Silene otites
- kavyl Ivanův Stipa pennata
- mateřídouška panonská Thymus pannonicus
- mateřídouška časná Thymus praecox
- ještěrka obecná Lacerta agilis
- ropucha obecná Bufo bufo
- krutihlav obecný Jynx torquilla
- veverka obecná Sciurus vulgaris